# Ausbeinen

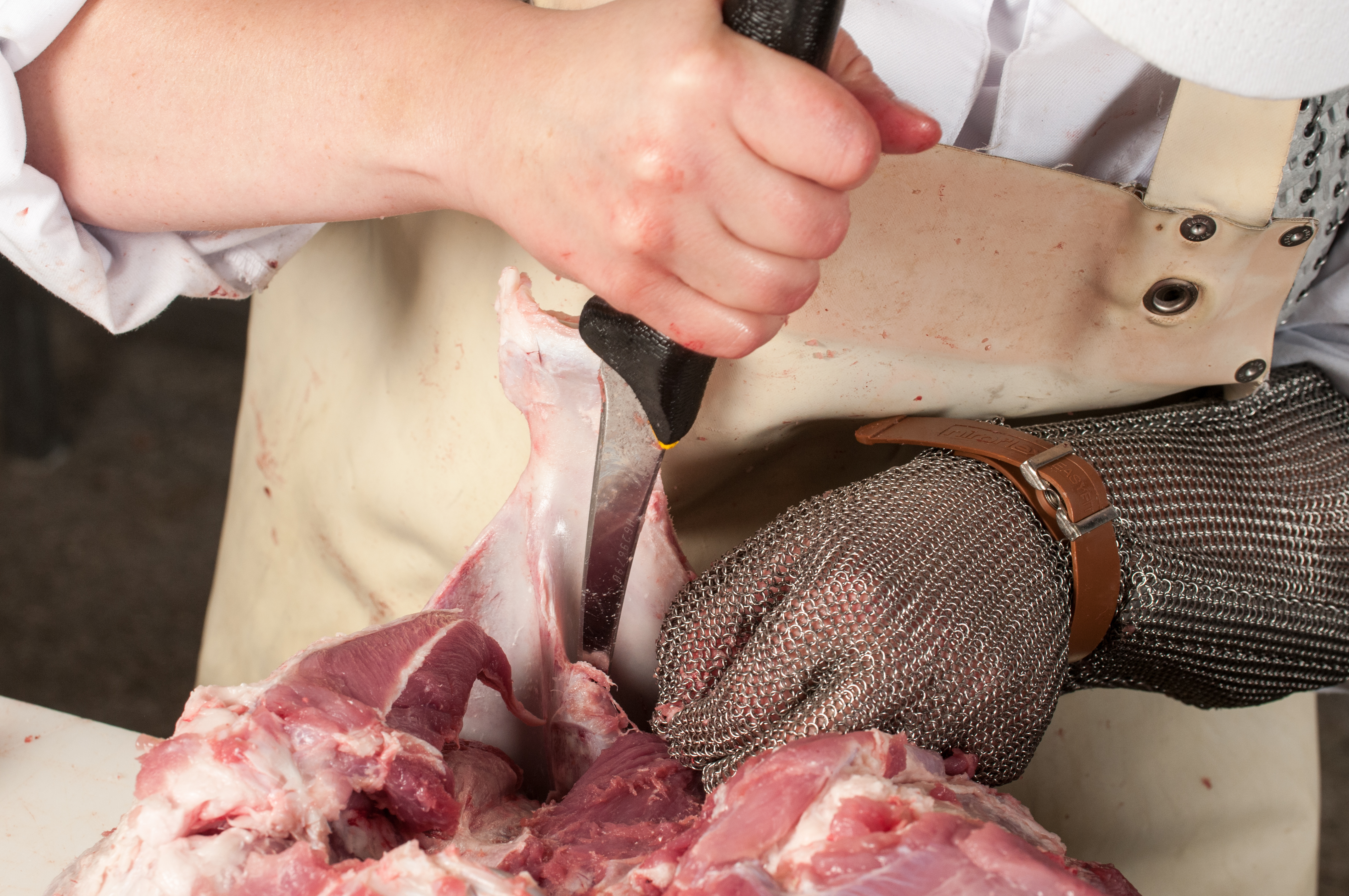
Ausbeinen einer Schweineschulter

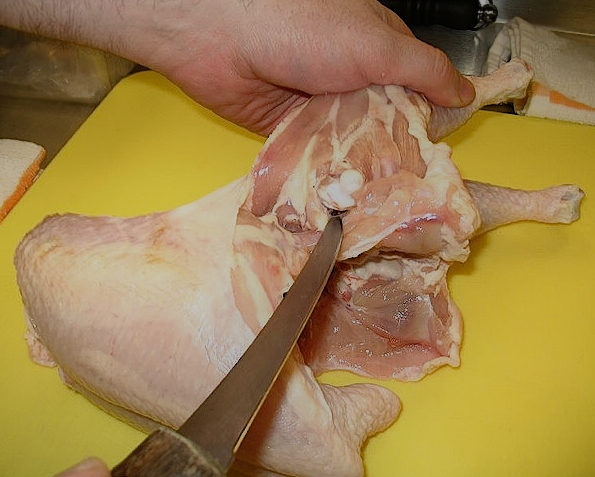
Ausbeinen von Hühnerschenkeln

Als Ausbeinen, Entbeinen oder Schieren wird küchensprachlich das Herauslösen des Knochens aus dem Fleisch von Schlachttieren bezeichnet. Um das Fleisch so wenig wie möglich zu verletzen, sind Übung und anatomische Kenntnisse erforderlich. Als Werkzeug dient in der Regel ein spezielles Ausbeinmesser mit einer sehr scharfen, dünnen, spitzen und elastischen Klinge.
Besonders anspruchsvoll ist das Ausbeinen von Tieren, die im Ganzen belassen werden müssen. Einige Gerichte in der klassischen Küche verlangen dies – besonders für Geflügel, das dann meist gefüllt in annähernd seiner ursprünglichen Gestalt serviert werden soll.